# Ohlweiler

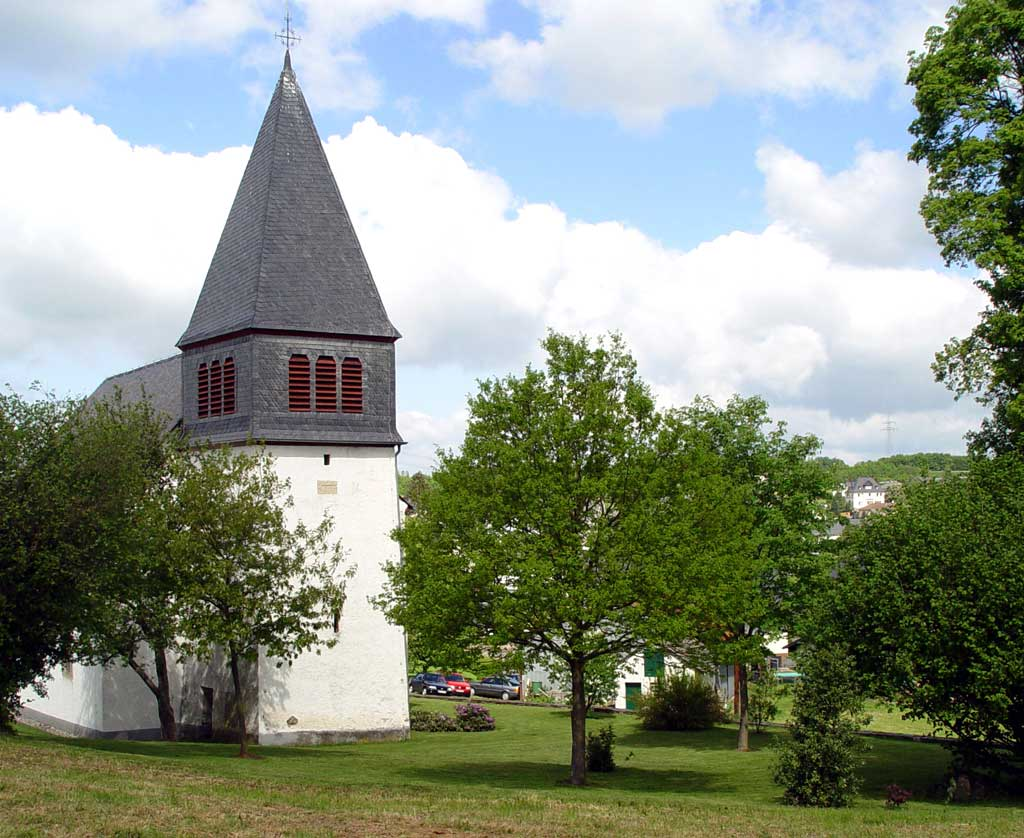
Evangelische Kirche Ohlweiler

Ohlweiler im Hunsrück ist eine Ortsgemeinde im Rhein-Hunsrück-Kreis in Rheinland-Pfalz. Sie gehört der Verbandsgemeinde Simmern-Rheinböllen an.

## Geographie
Die ländliche Wohngemeinde Ohlweiler liegt im Tal des Simmerbachs an der Mündung des Holzbaches zentral im Hunsrück. Zu Ohlweiler gehört auch der Wohnplatz Ziegelei.

## Geschichte
Um das Jahr 1310, nach neueren Erkenntnissen des Landeshauptarchiv Koblenz wohl 1330–1335, wird der Ort unter dem Namen Alwilre im Sponheimischen Gefälleregister der Grafschaft Sponheim erwähnt. Ohlweiler gehörte zum Herzogtum Pfalz-Simmern, das 1556 die Reformation einführte. Später war der Kurfürst bei Rhein Landesherr.
Mit der Besetzung des Linken Rheinufers 1794 durch französische Revolutionstruppen wurde der Ort französisch und gehörte von 1798 bis 1814 zum Kanton Simmern im Rhein-Mosel-Département. Ohlweiler war Hauptort einer Mairie. 1815 wurde die Region und damit die Gemeinde Ohlweiler auf dem Wiener Kongress dem Königreich Preußen zugeordnet. Unter der preußischen Verwaltung war Ohlweiler namensgebend für die Bürgermeisterei Ohlweiler im 1816 errichteten Kreis Simmern, zu der 14 Gemeinden gehörten.
Nach dem Ersten Weltkrieg zeitweise wieder französisch besetzt, ist der Ort seit 1946 Teil des Landes Rheinland-Pfalz.
Bevölkerungsentwicklung
Die Entwicklung der Einwohnerzahl von Ohlweiler, die Werte von 1871 bis 1987 beruhen auf Volkszählungen:
| Jahr | Einwohner |
| ---- | --------- |
| 1815 | 225       |
| 1835 | 244       |
| 1871 | 244       |
| 1905 | 237       |
| 1939 | 231       |
| 1950 | 293       |
| 1961 | 259       |

| Jahr | Einwohner |
| ---- | --------- |
| 1970 | 244       |
| 1987 | 312       |
| 1997 | 333       |
| 2005 | 334       |
| 2011 | 338       |
| 2017 | 335       |
| 2023 | 326       |

## Politik

### Bürgermeister
Ortsbürgermeisterin ist Jenny Apelt. Bei der Kommunalwahl am 26. Mai 2019 war kein Kandidat angetreten, sie wurde am 4. Juli 2019 durch den Gemeinderat gewählt und wurde damit Nachfolgerin von Walter Poppek. Apelt wurde im Juni 2024 wiedergewählt.

### Wappen
| Wappen von Ohlweiler | Blasonierung: „Schräglinks geteilt; oben in Schwarz ein rotbewehrter und -bezungter linksgerichteter goldener (gelber) Löwe, im Obereck begleitet von einer silbernen (weißen) Waage, unten schräg gerautet (-geweckt) in Blau und Silber (Weiß).“ |
| Wappen von Ohlweiler | Wappenbegründung: Das von Willi Wagner aus Ohlweiler entworfene und am 12. März 1969 durch die Bezirksregierung Koblenz genehmigte Wappen zeigt die Symbole der ehemaligen kurpfälzischen Landesherren, Pfälzer Löwe und die Wittelsbacher Rauten bzw. Wecken; sie erinnern gleichzeitig an das frühere Herzogtum Pfalz-Simmern. Die Waage im Obereck erinnert an Ohlweiler an die Zeit als Gerichtsstand. |

## Kultur und Sehenswürdigkeiten

### Bauwerke
- Evangelische Kirche
- Historisches Backhaus (Backes)

Siehe auch: Liste der Kulturdenkmäler in Ohlweiler

## Wirtschaft und Infrastruktur

### Verkehr und Tourismus
Die Bundesstraße 50 liegt am Ortsrand, der Schinderhanneswanderweg verläuft durch das Dorf.